# Lill-Vuotsoträsket
Lill-Vuotsoträsket är en sjö i Sorsele kommun i Lappland och ingår i Umeälvens huvudavrinningsområde. Sjön har en area på 0,22 kvadratkilometer och ligger 431 meter över havet.

## Delavrinningsområde
Lill-Vuotsoträsket ingår i det delavrinningsområde (726677-155819) som SMHI kallar för Utloppet av Sejor. Medelhöjden är 433 meter över havet och ytan är 6,05 kvadratkilometer. Räknas de 11 avrinningsområdena uppströms in blir den ackumulerade arean 209,55 kvadratkilometer. Dergabäcken (Rakkobäcken) som avvattnar avrinningsområdet har biflödesordning 3, vilket innebär att vattnet flödar genom totalt 3 vattendrag innan det når havet efter 304 kilometer. Avrinningsområdet består mestadels av skog (87 procent). Avrinningsområdet har 0,8 kvadratkilometer vattenytor vilket ger det en sjöprocent på 13,3 procent.